# Paul Bostaph
Paul Steven Bostaph (nacido el 6 de marzo de 1964 en San Francisco, California, Estados Unidos) es un baterista que ha militado en bandas como Slayer, Forbidden, Testament, Exodus y Systematic. Actualmente integra la banda solista de Kerry King, guitarrista fundador de Slayer. 
Inició en Forbidden, banda con la que grabó dos álbumes. Posteriormente, llegó a Slayer para reemplazar a Dave Lombardo y grabó el disco Divine Intervention antes de abandonar el grupo para emprender la formación de su nuevo proyecto, The Truth about Seafood. No obstante, regresó a la banda californiana en 1997 para reemplazar a John Dette y grabar los álbumes Diabolus in música y God Hates Us All. Después de lesionarse en un codo que afectó a su habilidad para tocar la batería, dejó el grupo para unirse a Systematic en 2003, dos años después de marcharse de Slayer.
Con este grupo giró durante más de cuatro meses. Sin embargo, durante un partido de fútbol se lesionó la rodilla y tuvo que ser operado, lo que le obligó a abandonar la práctica de su instrumento durante un año y abandonando la disciplina de Systematic. 
Ya en 2004 recibió una llamada del representante de Exodus para unirse a esta banda, algo que Bostaph aceptó. Tres años después, el 28 de marzo de 2007, Bostaph anunció su marcha del grupo al regresar el baterista original, Tom Hunting, al mismo. En octubre de ese mismo año, Paul se convirtió en miembro oficial de Testament, con quienes grabó el álbum The Formation of Damnation en 2008. En el año 2013 volvió a Slayer tras el despido de Dave Lombardo. Toco en Slayer hasta el último tour de la banda en 2019. 
En 2009 la revista Rolling Stone publicó la lista de los 100 mejores baterías de todos los tiempos, en ella Paul fue incluido en el puesto número 86.  Archivado el 5 de noviembre de 2019 en Wayback Machine.

## Discografía

### Forbidden
- Forbidden Evil - 1988
- Twisted into Form - 1990

### Testament
- Return to the Apocalyptic City - 1993
- The Formation of Damnation - 2008

### Slayer
- Divine Intervention - 1994
- Live Intrusion - 1995
- Undisputed Attitude - 1996
- Diabolus in musica - 1998
- God Hates Us All - 2001
- Repentless - 2015

### Systematic
- Pleasure to Burn - 2003

### Exodus
- Shovel Headed Kill Machine - 2005